# ۸۳۴ (خورشیدی)
۸۳۴ هشتصد و سی و چهارمین سال هجری خورشیدی است.